# يوسف شلحد
يوسف باسيل شُلْحُد وأحياناً شلحت (بالفرنسية Joseph Chelhod) أكاديمي فرنسي من أصل سوري، ولد في حلب عام 1917م، عالم وباحث في علم الإجتماع الديني والإتنولوجيا، ويكاد أن يكون مؤسس علم الاجتماع الديني العربي، نظراً لأهميته وأبحاثه الرائدة في مجال الدراسات الأنثروبولوجية والإثنولوجية.

## حياته
درس يوسف شلحد في جامعة القديس يوسف وجامعة القاهرة، ثم التحق في جامعة السوربون من أجل متابعة تخصّصه في علم الاجتماع. حصل على شهادة الدكتوراه عن أطروحة Le sacrifice chez les Arabes (الأضاحي عند العرب) تحت إشراف الأنثربولوجي الفرنسي مارسيل غريول (Marcel Griaule). أختير ضمن فريق كلود ليفي ستروس كمختصٍّ في الأنثروبولوجيا في العالم العربي، ثم عمل في المركز الوطني الفرنسي للبحث العلمي في باريس مع ستروس والمؤرخ جاك بيرك والمستشرق مكسيم ردونسون.
ساهم شلحد في دائرة المعارف الإسلامية وموسوعة القرآن الصادرتان عن بريل، وصدرت له العديد من الكتب والمقالات. توفي عام 1997م في باريس، وترجمت بعض كتبه إلى العربية على يد خليل أحمد خليل.

## من أعماله
- نحو نظرية جديدة في علم الاجتماع الديني.
- مدخل إلى علم إجتماع الإسلام: من الأرواحية غلى الشمولية.
- بُنى المقدس عند العرب قبل الإسلام وبعده.

## روابط
مقالات عربية ليوسف شلحد على أرشيف المجلات: https://archive.alsharekh.org/AuthorArticles/3691